# Rio do Salto (vattendrag i Brasilien, Paraná)
Rio do Salto är ett vattendrag i Brasilien.   Det ligger i delstaten Paraná, i den södra delen av landet, 1 100 km söder om huvudstaden Brasília.
Omgivningarna runt Rio do Salto är en mosaik av jordbruksmark och naturlig växtlighet. Runt Rio do Salto är det ganska glesbefolkat, med 28 invånare per kvadratkilometer.